# Steven Weber

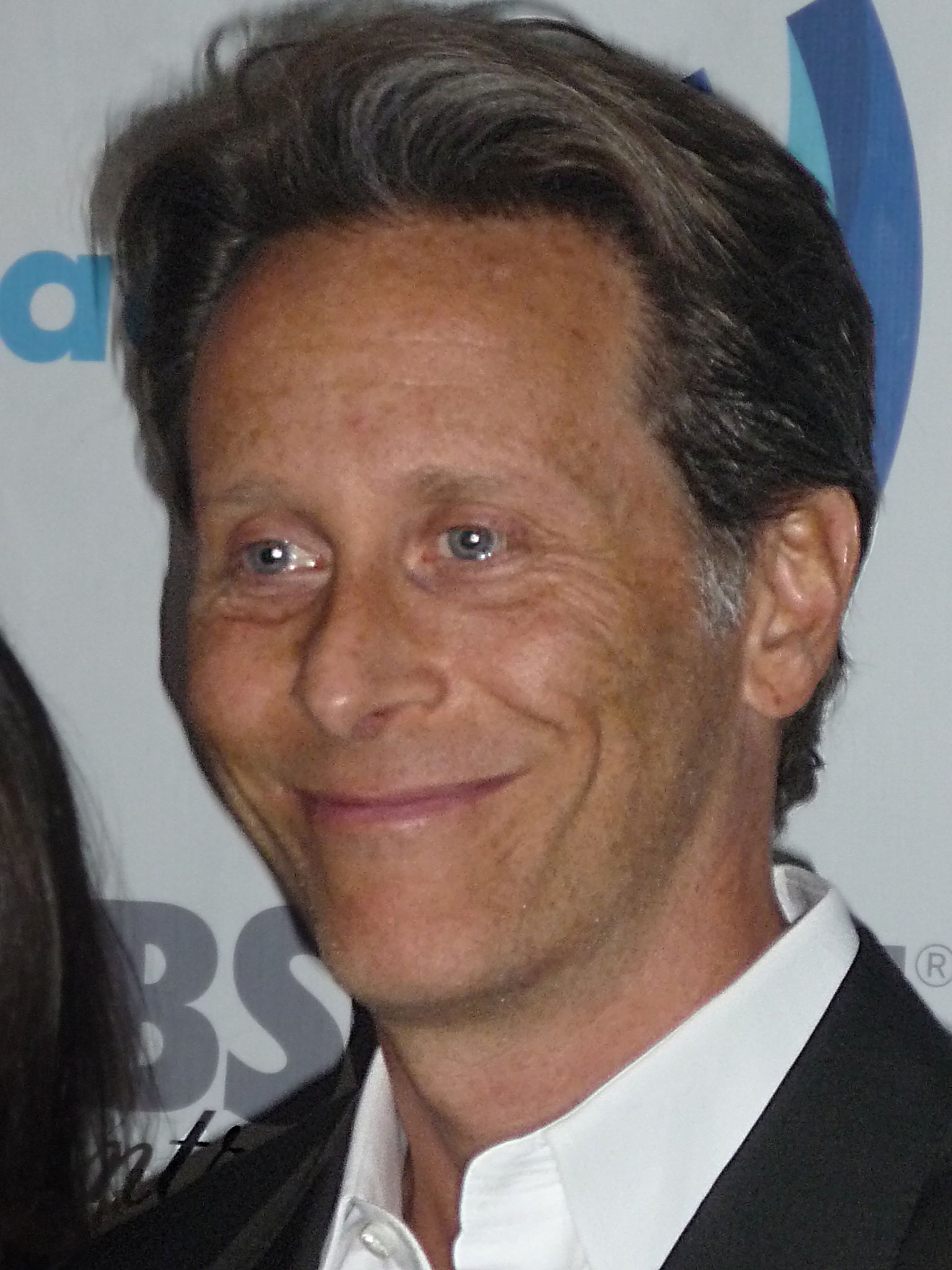
Steven Weber

Steven Weber (* 4. März 1961 in New York City) ist ein US-amerikanischer Schauspieler.

## Leben und Leistungen
Weber entstammt einer jüdischen Familie, seine Mutter war Sängerin. Sein erster Kinofilm war die Komödie Flamingo Kid (1984), in der er neben Matt Dillon und Hector Elizondo spielte. Im Thriller Am Rande der Dunkelheit spielte er die Rolle von Kyle Timler, dem Killer, dem die Polizistin Gina Pulasky (Helen Hunt) ein Geständnis entlockte. Im Filmdrama Leaving Las Vegas (1995) trat er neben Nicolas Cage und Elisabeth Shue auf, in der Komödie Dracula – Tot aber glücklich (1995) neben Leslie Nielsen, Peter MacNicol und Mel Brooks. Im Filmdrama Break Up – Nackte Angst (1998) trat er in einer größeren Rolle neben Bridget Fonda, Kiefer Sutherland, Penelope Ann Miller und Tippi Hedren auf.
Für seine Hauptrolle in der Mini-Fernsehserie The Shining (1997) wurde er im Jahr 1998 mit dem Saturn Award ausgezeichnet. In dieser Zeit führte er Regie bei zwei Folgen der Fernsehserie Outer Limits – Die unbekannte Dimension. In den Jahren 2000 bis 2001 trat er in der Hauptrolle in der The Steven Weber Show (Cursed) auf, die er ebenfalls produzierte.
Weber ist in der zweiten Ehe mit Juliette Hohnen verheiratet und hat zwei Kinder.

## Filmografie (Auswahl)
- 1984: Flamingo Kid (The Flamingo Kid)
- 1984–1985: Jung und Leidenschaftlich – Wie das Leben so spielt (As the World Turns, Fernsehserie)
- 1987: Hamburger Hill
- 1990: Der schwarze Engel (Los Angeles)
- 1990–1997: Überflieger (Wings, Fernsehserie, 172 Episoden)
- 1992: Weiblich, ledig, jung sucht … (Single White Female)
- 1993: Am Rande der Dunkelheit (In the Company of Darkness)
- 1993: Die Aushilfe (The Temp)
- 1995: Jeffrey
- 1995: Leaving Las Vegas
- 1995: Dracula – Tot aber glücklich (Dracula: Dead and Loving It)
- 1997: The Shining
- 1998: Jackpot – Krach in Atlantic City (Sour Grapes)
- 1998: Break Up – Nackte Angst (Break Up)
- 1999: Hoffnungslos verliebt (Love Letters)
- 2000: Ruhet sanft! (Sleep Easy, Hutch Rimes)
- 2000: Timecode
- 2005: Inside Out
- 2005: Dirty Movie (The Moguls, The Amateurs)
- 2006: Kifferwahn (Reefer Madness)
- 2006: Stephen King’s Desperation
- 2006: Studio 60 on the Sunset Strip (Fernsehserie, 18 Episoden)
- 2006: Nightmares & Dreamscapes: Nach den Geschichten von Stephen King (Nightmares & Dreamscapes: From the Stories of Stephen King)
- 2007: Eine für Alles
- 2007: Monk (Fernsehserie, Episode 5x13)
- 2007–2008: Brothers & Sisters (Fernsehserie, 8 Episoden)
- 2008: Psych (Fernsehserie, Episode 3x04)
- 2008: Desperate Housewives (Fernsehserie, Episode 5x08)
- 2008: Cabin Massacre (Farm House)
- 2010: In Plain Sight – In der Schusslinie (In Plain Sight, Fernsehserie, Folge 3x04)
- 2010: Happy Town (Fernsehserie, 8 Episoden)
- 2011: Criminal Intent – Verbrechen im Visier (Law & Order: Criminal Intent, Fernsehserie, Episode 10x06)
- 2011: Ein Cosmo & Wanda Movie: Werd’ erwachsen Timmy Turner! (A Fairly Odd Movie: Grow Up, Timmy Turner!)
- 2011: Falling Skies (Fernsehserie, 3 Episoden)
- 2012: Hot in Cleveland (Fernsehserie, 2 Episoden)
- 2012: Malibu Country (Fernsehserie, Episode 1x06)
- 2012–2013, 2016: 2 Broke Girls (Fernsehserie, 3 Episoden)
- 2012–2017: Der ultimative Spider-Man (Ultimate Spider-Man, Fernsehserie, Stimme)
- 2013: Eve of Destruction – Wenn die Welt am Abgrund steht (Eve of Destruction)
- 2013–2014: Dallas (Fernsehserie, 4 Episoden)
- 2014: How to Get Away with Murder (Fernsehserie, Episode 1x02)
- 2014: Murder in the First (Fernsehserie, 10 Episoden)
- 2014–2015: Chasing Life (Fernsehserie, 22 Episoden)
- 2014–2016: Navy CIS: New Orleans (NCIS: New Orleans, Fernsehserie, 7 Episoden)
- 2015: Helix (Fernsehserie, 8 Episoden)
- 2015–2016: iZombie (Fernsehserie, 11 Episoden)
- 2017–2020: Tote Mädchen lügen nicht (13 Reasons Why, Fernsehserie, 26 Episoden)
- 2017: Handsome
- 2017–2021: Mom (Fernsehserie)
- 2018: The Perfection
- seit 2021: Chicago Med (Fernsehserie)